# Josep Maria Ruiz Simón
Josep Maria Ruiz Simón   (Barcelona, 1961) és un filòsof i professor universitari català.
Va estudiar Filosofia i Filologia catalana a la Universitat Autònoma de Barcelona, on es va doctorar en Filosofia. Va ser professor de la Universitat Autònoma de Barcelona i en l'actualitat ho és del Departament de Filosofia de la Universitat de Girona.
En les seves publicacions acadèmiques s'ha ocupat d'autors com Bernat Metge, Leo Strauss, Eugeni d'Ors i Ramon Llull. Va obtenir el Premi Ciutat de Barcelona de Literatura pel seu assaig L'Art de Ramon Llull i la teoria escolàstica de la ciència (Quaderns Crema, 1999).
Col·labora setmanalment al diari La Vanguardia. Un recull dels articles apareguts en aquest mitjà ha estat publicat amb el títol Fora d'hora (Quaderns Crema, 1989).